# Dammen (Kärda socken, Småland)
Dammen är en sjö i Värnamo kommun i Småland och ingår i Lagans huvudavrinningsområde.